# Värmlands Museum
Värmlands Museum är länsmuseum för Värmlands län. Museet ligger på Sandgrundsudden i centrala Karlstad, men bedriver även besöksverksamhet under sommaren på tre andra besöksmål i länet; von Echstedtska gården i Kila utanför Säffle, Torsby Finnskogscentrum i Lekvattnet i Torsby kommun och i Långban gruv- och kulturby i Långban norr om Filipstad. Värmlands Museum har över 200 000 besökare per år. Varje år visas ett 15-20 utställningar med kulturhistoria, konst och foto av hög internationell klass. Landsantikvarie och länsmuseichef är sedan 2009, Åsa Hallén.
Värmlands Museum drivs genom Stiftelsen Värmlands Museum. 
År 1839 skänker prosten Anders Lignell en samling fornföremål till det som sedermera kom att bli Värmlands Museiförening, en av stiftelsebildarna. 
År 1929 invigs den äldre museibyggnaden på Sandgrundsudden i Karlstad, ritad av arkitekten Cyrillus Johansson. 
År 1980 bildas Stiftelsen Värmlands Museum av dåvarande Landstinget i Värmland (numera Region Värmland), Karlstads kommun och Värmlands Museiförening. 
År 1998 invigs tillbyggnaden till museet på Sandgrundsudden, ritad av Carl Nyrén. Med den får museet moderna faciliteter som hörsal, museibutik, kafé och senare restaurang.  
År 2018 öppnar museets nya bibliotek med inredning av inredningsarkitekt och möbelformgivaren Åke Axelsson, belysning av Jonas Bohlin och konstnärlig utsmyckning av Ingalena Klenell. 
År 2019 står ombyggnaden av museet, ritad av arkitekt Ulla Antonsson på White i Göteborg, klar och invigs 1 juni 2019. Orsaken till ombyggnaden var stort slitage på grund av det stora besökstrycket under många år, i kombination med strängare krav gällande tillgänglighet, säkerhet och möjligheten att styra klimatet i utställningshallarna vid inlån av föremål och konst. 

## Historik och verksamhet
Museet räknar sitt grundande ursprung i en donation till ett framtida stiftsmuseum i mars 1839 från Anders Lignell, anknutet till gymnasiet i Karlstad. Ett naturaliekabinett knutet till gymnasiet fanns dock redan i slutet av 1700-talet, och även en del konstföremål ingick i den samlingen. Redan på 1840-talet hölls samlingen öppen för allmänheten en timme på onsdagar och lördagar. För komplettering av samlingarna instiftades 1857 Värmlands naturhistoriska förening, 1862 ombildade till Värmlands naturhistoriska och fornminnesförening. Från 1902 infördes en entréavgift om 10 öre för besökare, under Carl Bromanders tid som museiföreståndare 1902-10 utökades samlingarna betydligt. Museisamlingarna blev kvar i gamla gymnasiet sedan Karlstads läroverk fått en ny byggnad 1870. Från invigningen av museet på Sandgrund fram till 1950 var Helge Kjellin länsantikvarie och chef för museet, han efterträddes av Gösta von Schoultz. 
De gamla lokalerna var dock mycket trånga och 1917 bildades Föreningen Värmlands läns museum för att försöka få till stånd en egen museibyggnad. 1925 slogs föreningen samman med Värmlands naturhistoriska och fornminnesförening till Värmlands fornminnes- och museiförening samtidigt som den naturhistoriska delen avsöndrades från verksamheten.
1927 avsatte stadsfullmäktige i Karlstad en tomt på Sandgrundsudden och 1929 kunde det nya museet invigas. Byggnaden på Sandgrundsudden i centrala Karlstad är ett stramt tempelliknande hus av Cyrillus Johansson som började att rita på det 1926. År 1998 byggdes museet till med ett större, sjukantigt falurött hus, ritat av Carl Nyrén.
Museets uppgift är att dokumentera och sprida kunskap om konst, historia och kulturarv i Värmland. Museets samlingar med omkring 40 000 föremål, 9 000 konstverk och 1 000 000 fotografier är tillsammans med musikarkivet och museets övriga arkiv grunden för arbetet. Permanenta utställningar visas om länets historia och konst.
Museet har också tillfälliga utställningar och bedriver programverksamhet, byggnadskontroller, arkeologiska utredningar och målerikonservering. Museet ger ut årsboken Värmland förr och nu. 
År 2008 hade museet 245 000 besök. 56 årsverken utfördes vid museet och omslutningen var på 37,0 miljoner, varav 22,8 miljoner var offentliga bidrag.
Värmlands Museum utsågs till Årets museum 2005 av Svenska museiföreningen.

## Filialer
Museet har filialer på följande platser:
- von Echstedtska gården, Västra Smedbyn i Kila, nära Säffle
- Långbans gruv- och kulturby, Långban, utanför Filipstad
- Torsby Finnskogscentrum i Lekvattnet i Torsby kommun.

## Museibyggnaderna på Sandgrundsudden

### Cyrillushuset

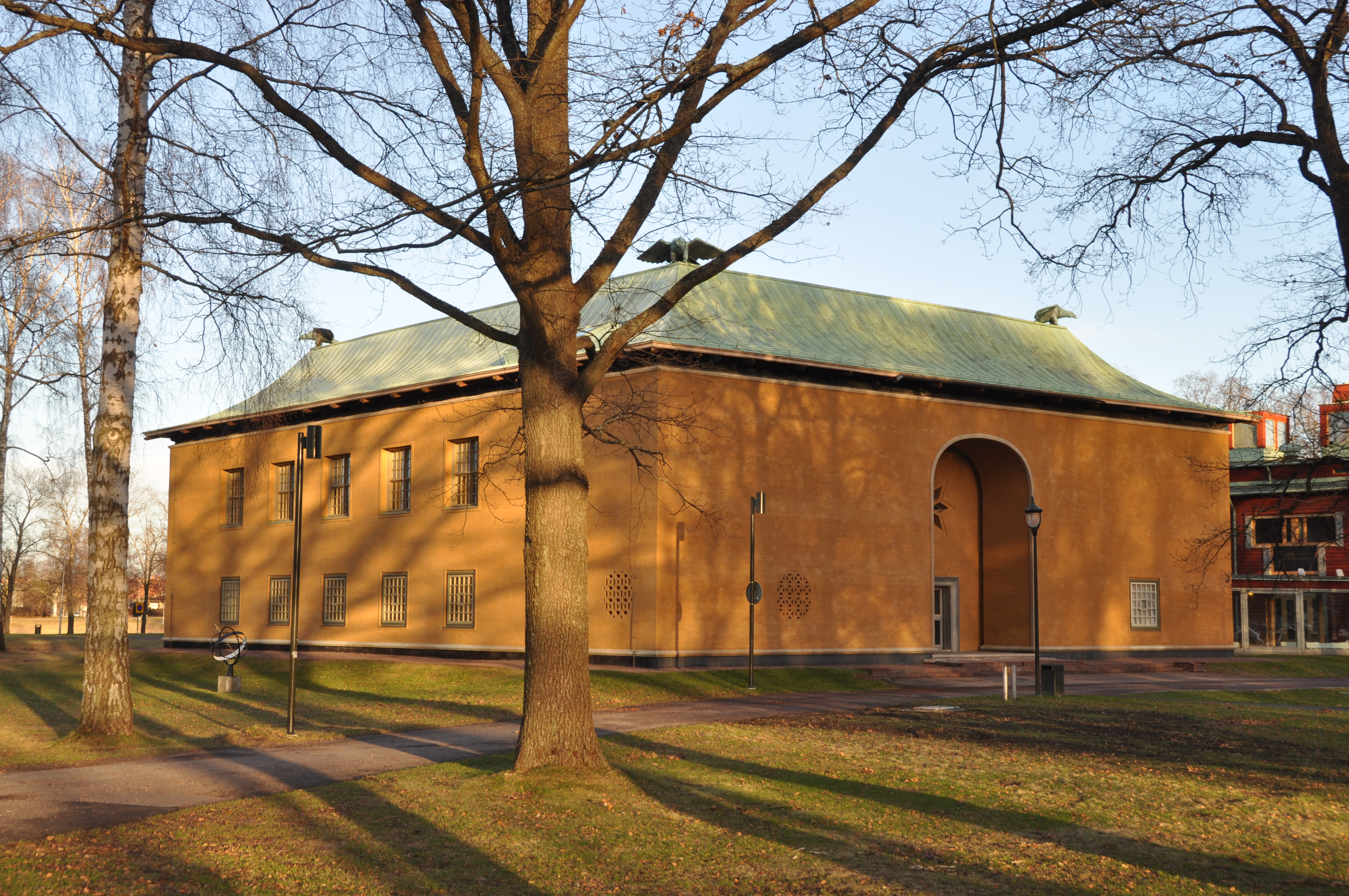
Cyrillushuset.

År 1926 fick stockholmsarkitekten Cyrillus Johansson uppdraget att rita ett länsmuseum på Sandgrundsudden. Påverkad av tidens orientaliska trender valde han att enligt det kinesiska idealet för tempelbyggnader att placera byggnaden i en träddunge på uddens norra del, istället för det öppna fältet mot söder. Här kunde byggnadens framtoning dämpas genom att samspelet med den fritt växande naturen och närheten till vattnet behölls. Cyrillus beskrev den i sin bok Byggnads konsten och staden med orden "Platsen är genom den vackra utsikten över älven och sin egen sällsamma skönhet i alldeles osedvanlig grad lämpad att bilda ramen kring en byggnad, vigd år skönheten och hembygden, konsten och kulturen". Idag har Sandgrundsudden utanför museet till viss del fyllts på, och museibyggnaden därmed kommit längre från vattnet.

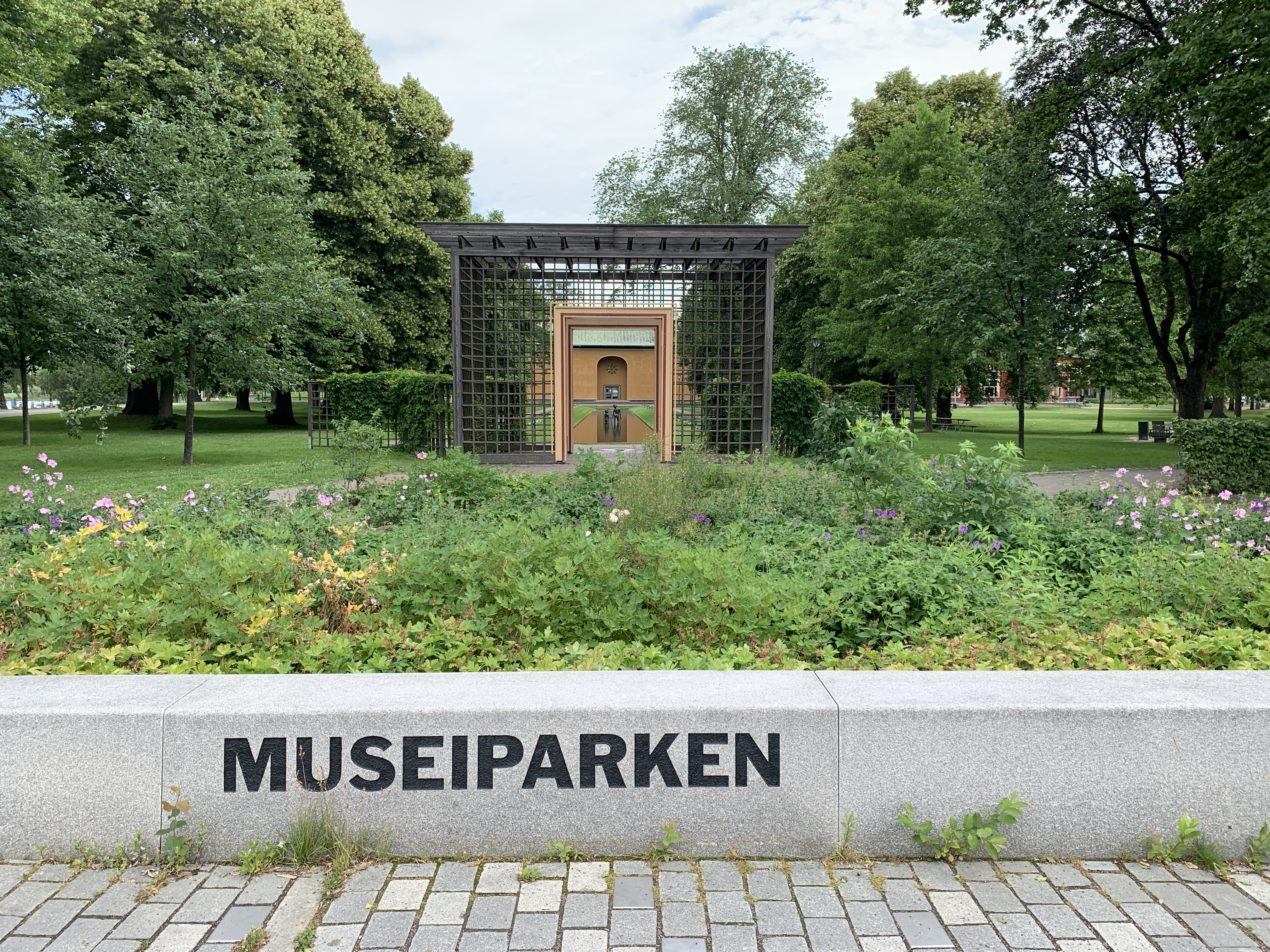
Cyrillushuset speglar sig i den 110 meter långa spegeldammen.

Arkitekten utformade inte bara museibyggnaden utan även anläggningen med park, pergola och spegeldam. Den löper i en nord-sydlig huvudaxel, och tanken var att besökaren skulle närma sig byggnaden utefter älven från staden. Pergolan och växtligheten däromkring skulle dölja byggnaden och "stämma sinnet till ro". Därefter skulle besökaren upptäcka entréporten som speglade sig i den 110 meter långa dammen. Vattnet runt om var också viktigt och därför gjorde byggnadens mittenparti genomskinligt så att man på andra sidan skall kunna se Klarälven breda ut sig.
Byggnaden restes i två våningar, med fyra längor kring en öppen gård. Arkitektens favoritmaterial var tegel och i de yttre fasadväggarna lät han slamputsa det med ett tunt lager kalkbruk i en ockragul ton så att tegel och fogarna kan skönjas genom putsen. På innergården ristades bilder direkt i det våta murbruket. Bilderna skildrar de finska nybyggarnas insatser i värmländsk odling. Byggnaden kröns av ett utsvängt i ärgad koppartak i kinesisk stil. Som vakter på taket placerades fyra stora örnar. Dessa har drivits i koppar av konstsmeden Karl Magnusson i Gunnarskog. De är utarbetade efter en modell i skala 1/10 av bildhuggarbröderna Gustaf och Aron Sandberg i Stockholm.
Invändigt utrustade Cyrillus salarna på övervåningen med dold överbelysning. Innovationen med lampor som doldes bakom en avsats nära taket hade tidigare inte tillämpats i något museum i landet. Det 1100 m² stora museet invigdes med pompa och ståt av Prins Eugene den 22 juni 1929.

#### Fasaddetaljer

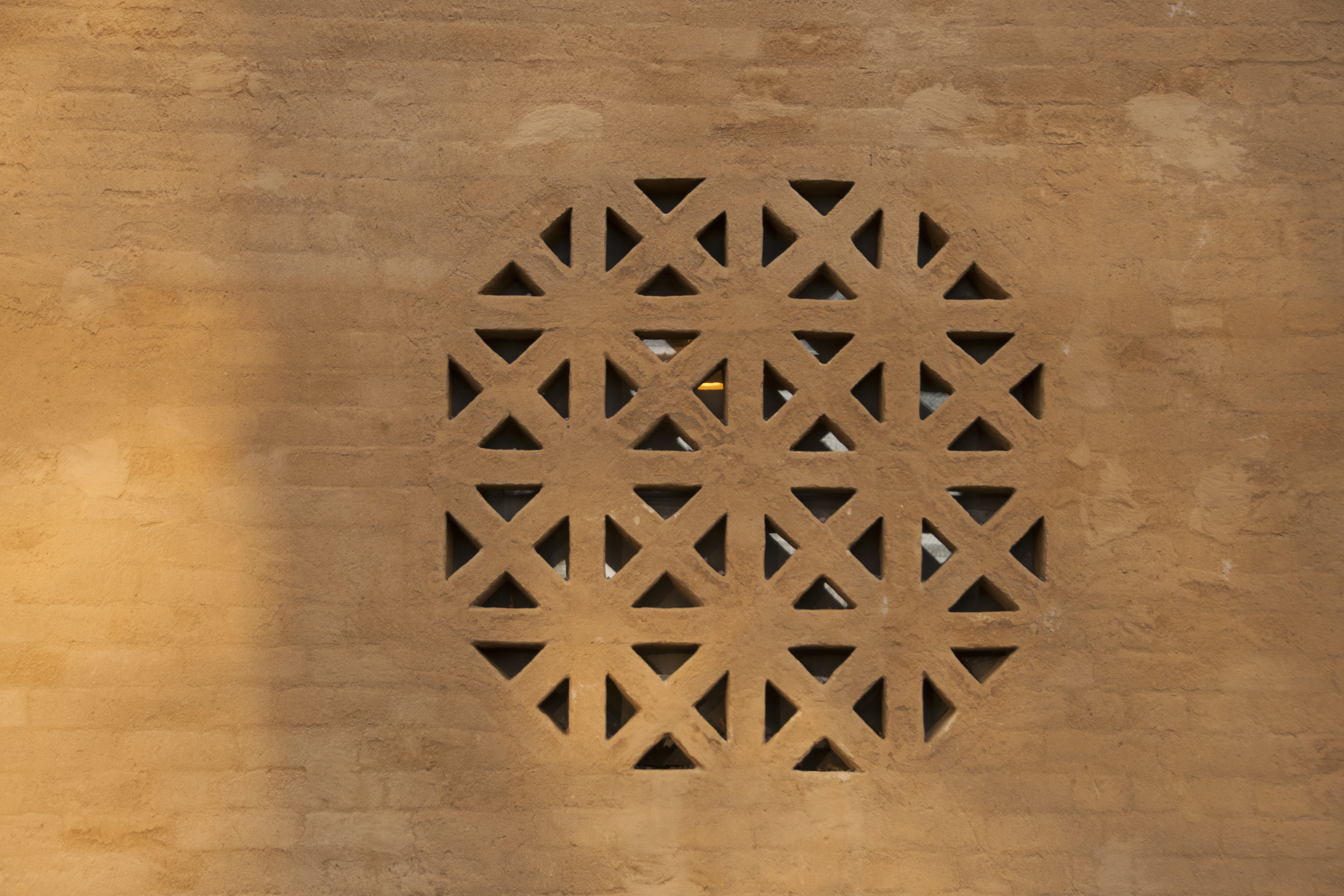
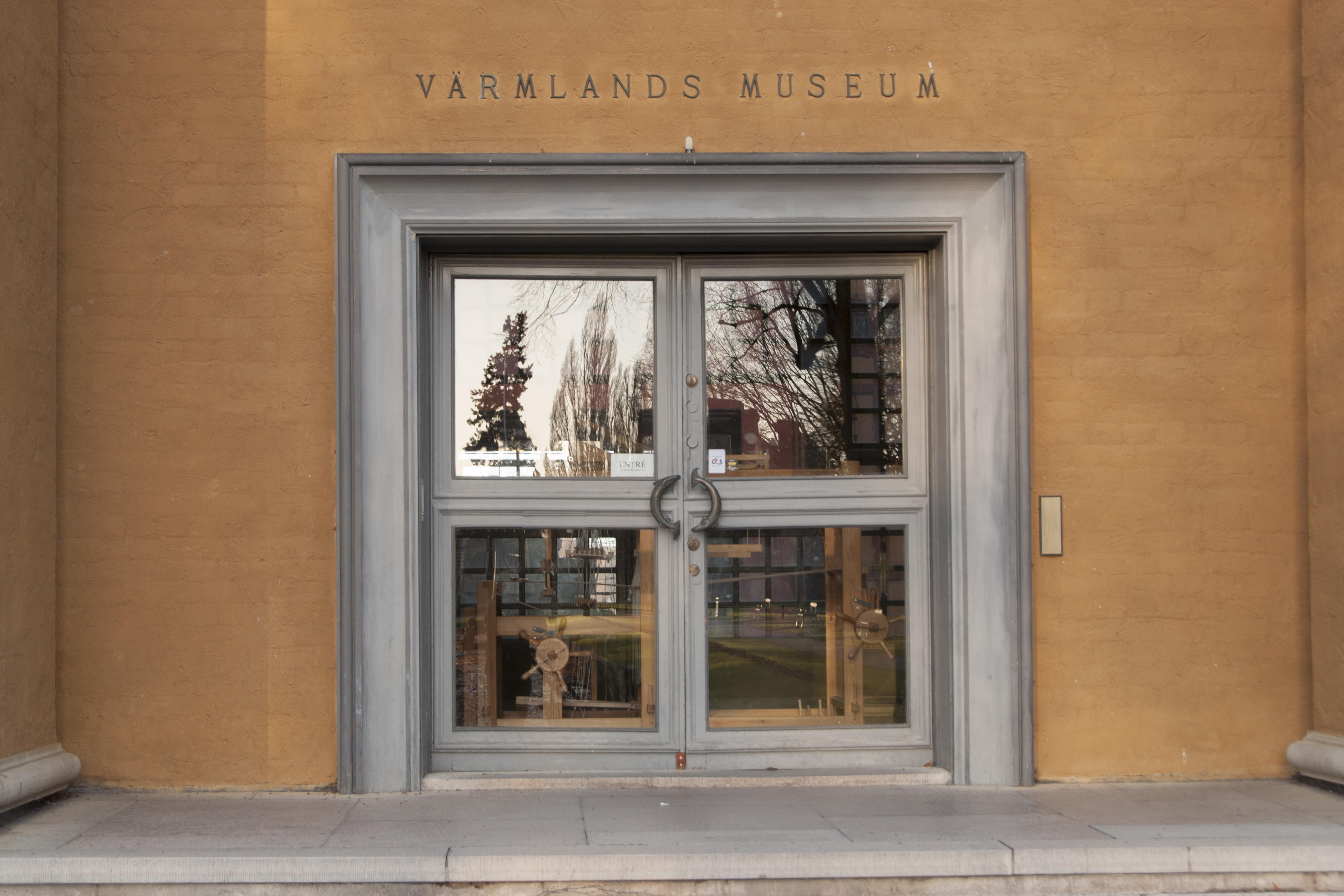
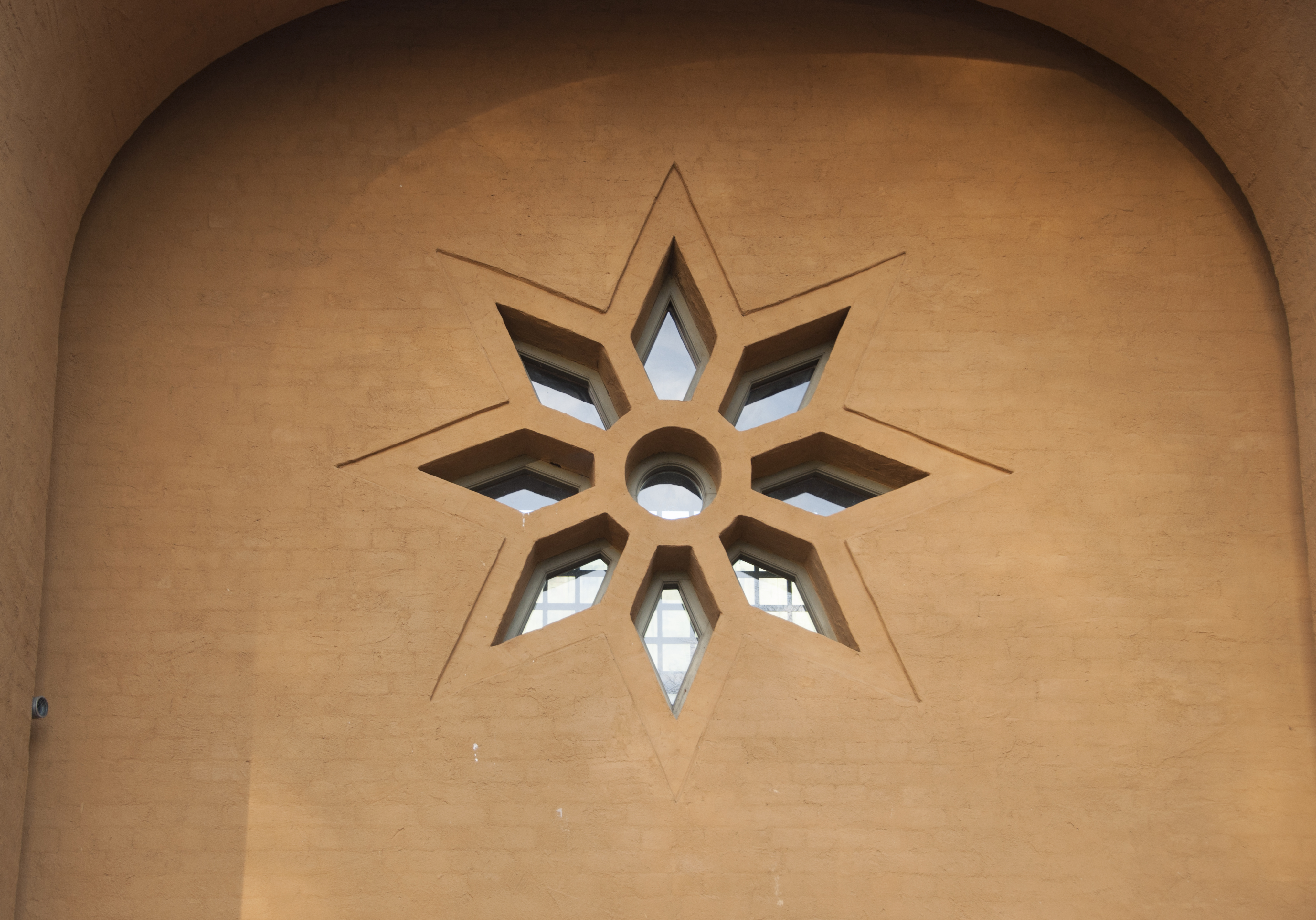
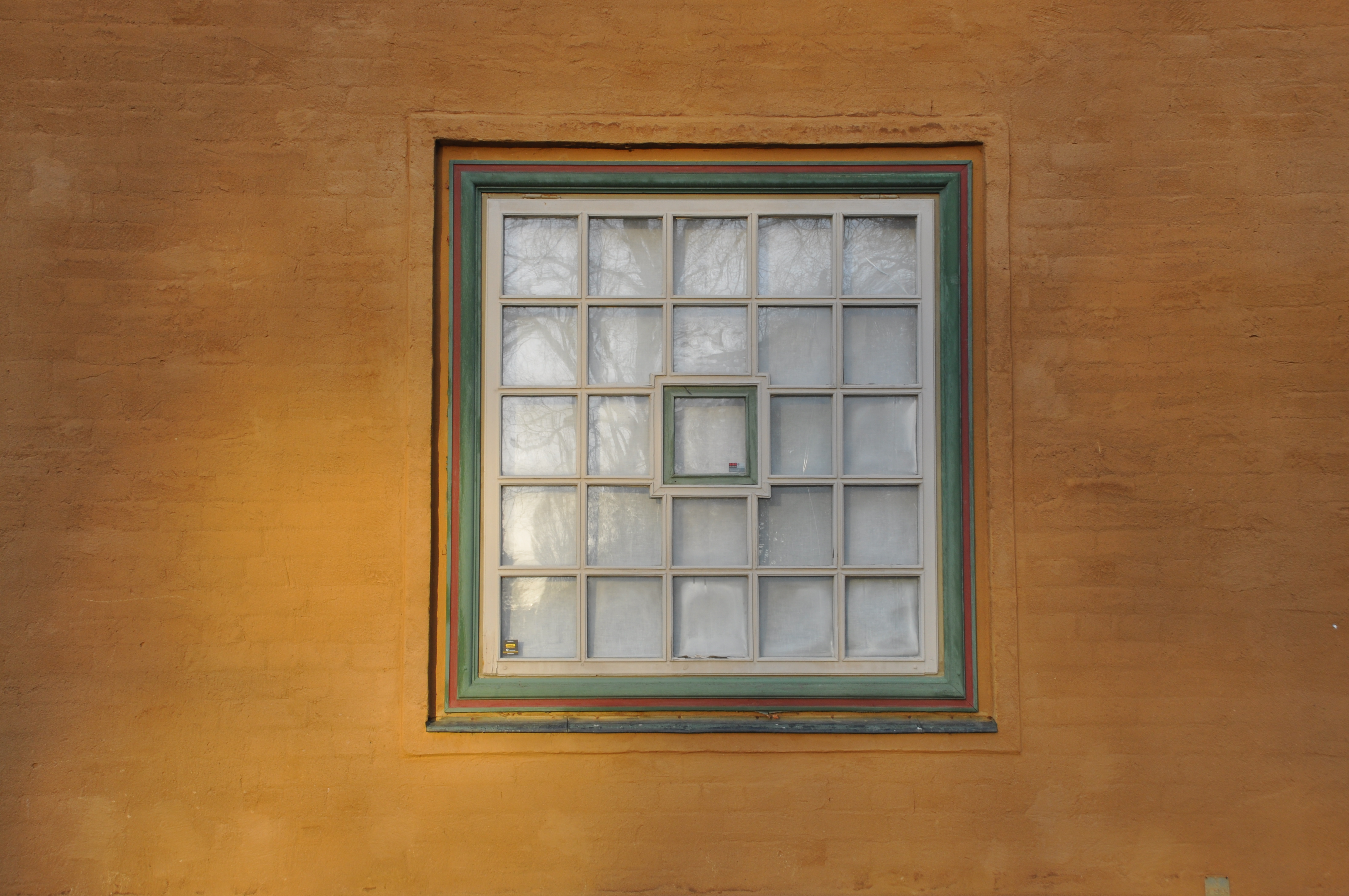

### Nyrénhuset

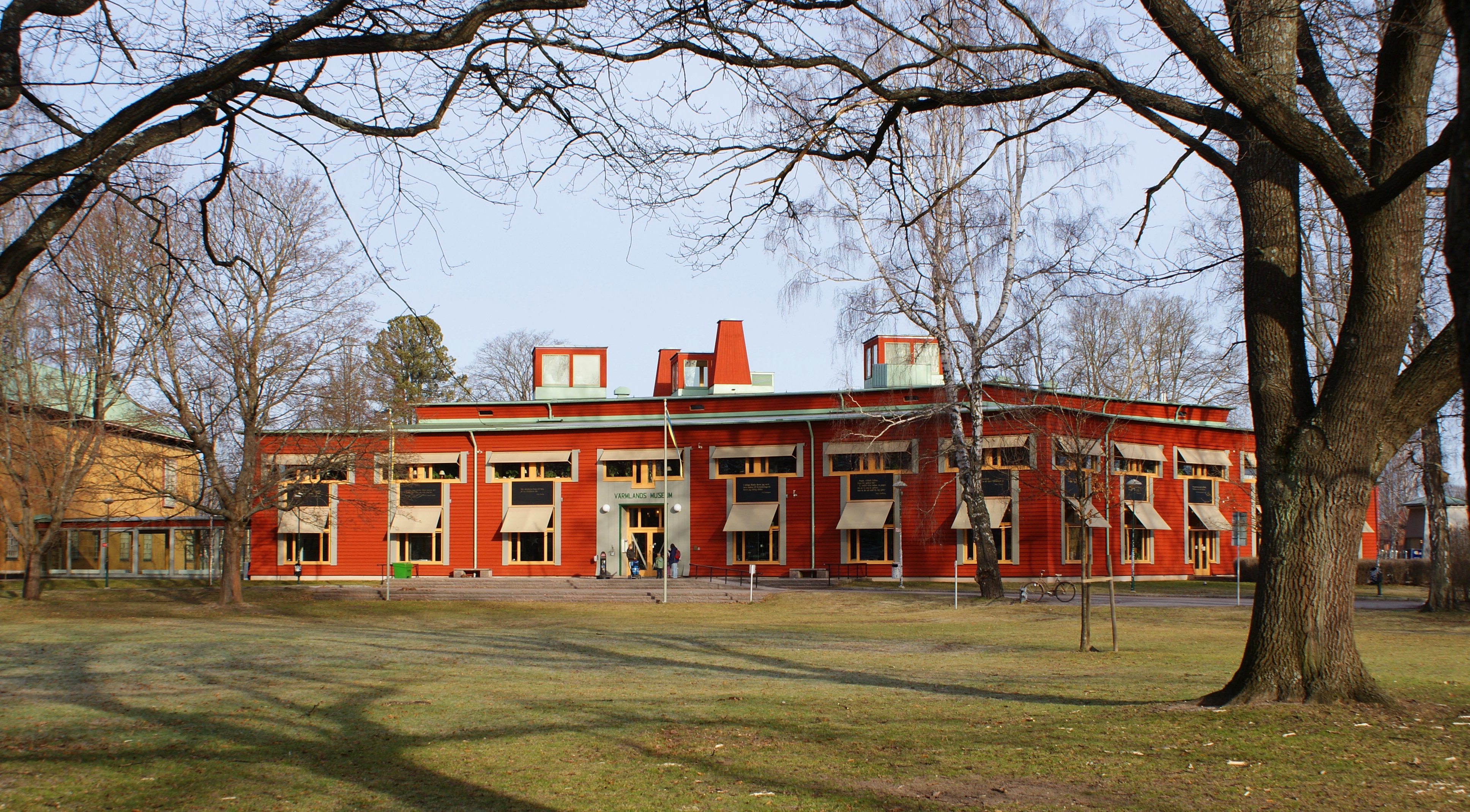
Nyrénhuset.

Redan på projekteringsstadiet av Cyrillus byggnad hade man varit tvungen att begränsa utrymmena till följd av ekonomin. På 1940- och 50-talen presenterade arkitekten skisser och kostnadsberäkningar på en utbyggnad. Det kom dock att dröja ända till 1998 innan en välbehövlig utökning av utställningsytorna kom till stånd, då den faluröda byggnaden ritad av Carl Nyrén stod färdig. Nyrén placerade tillbyggnaden bredvid den äldre byggnaden. Det nya huset skulle ses som en stor, lusthusliknande, ekonomibyggnad till det gamla huset i skarp kontrast mot Cyrillus Johanssons strama och högtidliga tempelliknande hus. Han använde sig av en asymmetrisk sjusidig plan med utsvängda konkava väggar för att lura ögat att byggnaden var mindre än i verkligheten. Då den nya byggnaden blev så mycket större till ytan måste var det nödvändigt att tillåta det gamla huset att vara lite högre. Detta då det gamla Cyrillushuset skulle fortsätta att spela huvudrollen. Den röda falufärgen och fönstrens gula ramar är inspirerade av lador i Karlstads närhet.
Insidan utformades av inredningsarkitekten Karin Nyrén. Förutom plats för bas- och tillfällig utställning inreddes även ett kafé, museibutik, kontorsutrymme och en hörsal. Entrégolvet utgörs av värmländskt skiffer medan resten av bottenplanet består av såpskurade grangolv.
En omfattande ombyggnad genomfördes 2018-2019 i syfte att öka tillgänglighet och orienterbarhet i lokalerna, samt höja säkerheten och möjliggöra styrning av klimatet i utställningshallarna. Restaurangen fick samtidigt ett fullskaligt restaurangkök och kompletterades med "Lyktan", en tillbyggd glasad paviljong med 60 sittplatser och utsikt över museiparken och Klarälven. Museets referens- och faktabibliotek gjordes mer publikt och flyttades till entréplan i den äldre museibyggnaden. Där biblioteket tidigare låg finns i dag en modern konferens- och mötesavdelning med styrelserum och plats för upp till 25 mötesdeltagare.